# Danieła Bobewa
Danieła Nikonowa Bobewa-Filipow, bułg. Даниела Николова Бобева-Филипов (ur. 8 września 1958 w Sofii) – bułgarska polityk, ekonomistka, socjolog, i urzędniczka państwowa, w 1997 minister handlu i międzynarodowych relacji gospodarczych, w latach 2013–2014 wicepremier.

## Życiorys
W 1982 ukończyła ekonomię w wyższym instytucie ekonomicznym WII „Karl Marks” w Sofii, na bazie którego powstał Uniwersytet Gospodarki Narodowej i Światowej. W 1990 obroniła doktorat z socjologii, objęła później stanowisko profesora nadzwyczajnego w instytucie studiów ekonomicznych Bułgarskiej Akademii Nauk. Wykładała na macierzystej uczelni, a także m.in. na Uniwersytecie Płowdiwskim. Pracowała jako dyrektor departamentu w ministerstwie pracy i polityki społecznej oraz w centrum badań nad demokracją. W połowie lat 90. była kierownikiem agencji inwestycji zagranicznych oraz dyrektorem biura współpracy międzynarodowej Narodowego Banku Bułgarii. Od lutego do maja 1997 pozostawała ministrem handlu i międzynarodowych stosunków gospodarczych w rządzie Stefana Sofijanskiego. Od 1998 była zatrudniona w Czarnomorskim Banku Handlu i Rozwoju, gdzie doszła do stanowiska wiceprezesa. Od 2001 do 2002 pracowała w Organizacji Współpracy Gospodarczej i Rozwoju, w 2003 powróciła do kierowania departamentem Narodowego Banku Bułgarii. W 2001 należała do założycieli Związku Wolnych Demokratów.
Od czerwca 2013 do sierpnia 2014 zajmowała stanowisko wicepremiera w gabinecie Płamena Oreszarskiego z rekomendacji Bułgarskiej Partii Socjalistycznej (pozostając bezpartyjna); odpowiadała w nim za inwestycje zagraniczne, politykę ekonomiczną i administrację.